# Athetis miranda
Athetis miranda är en fjärilsart som beskrevs av Augustus Radcliffe Grote 1873. Athetis miranda ingår i släktet Athetis och familjen nattflyn. Inga underarter finns listade i Catalogue of Life.